# Nacionalno prvenstvo ZDA 1925
Nacionalno prvenstvo ZDA 1925 v tenisu.

## Moški posamično
Bill Tilden :  Bill Johnston  4-6 11-9 6-3 4-6 6-3

## Ženske posamično
Helen Wills :  Kathleen McKane Godfree  3-6, 6-0, 6-2

## Moške dvojice
Richard Norris Williams /  Vincent Richards :  Gerald Patterson /  Jack Hawkes 6–2, 8–10, 6–4, 11–9

## Ženske dvojice
Mary Browne /  Helen Wills :  May Sutton Bundy /  Elizabeth Ryan 6–4, 6–3

## Mešane dvojice
Kitty McKane /  Jack Hawkes :  Ermyntrude Harvey /  Vincent Richards 6–2, 6–4